# مارتا هایر
مارتا هایر (انگلیسی: Martha Hyer; ۱۰ اوت ۱۹۲۴ – ۳۱ مهٔ ۲۰۱۴) هنرپیشه اهل ایالات متحده آمریکا بود. از فیلم‌هایی که وی در آن نقش داشته است، می‌توان به سابرینا، تازه‌به‌دوران‌رسیده‌ها، قاتل مادرزاد، چنان بزرگ، اتفاق و گردن‌بند اشاره کرد.